# Société Fédérale de Participations et d'Investissement
Die Société Fédérale de Participations et d'Investissement (englisch: Federal Holding and Investment Company, SFPI-FPIM) mit Sitz in Brüssel, entstand im November 2006 durch den Zusammenschluss der Federal Participation Company und der Federal Investment Company. Die SFPI-FPIM verwaltet als Staatsfonds die Beteiligungen der belgischen Regierung, arbeitet bei spezifischen Projekten mit ihr zusammen und verfolgt eine eigene Investitionspolitik im Interesse der belgischen Wirtschaft. Das Kerngeschäft der SFPI-FPIM besteht in der Investition in Unternehmen mit attraktivem gesellschaftlichen Wert und dem Erwerb von Unternehmensanteilen, die für die belgische Politik von strategischer Bedeutung sind. Die SFPI/FPIM verwaltet ein Portfolio von Finanzanlagen im Wert von 12 Milliarden US-Dollar, verteilt auf 132 verschiedene Wertpapiere.

## Geschichte
Die SFPIM unterliegt in erster Linie dem Gesetz vom 2. April 1962 über die Föderale Holding- und Investmentgesellschaft.
Der erste Verwaltungsvertrag zwischen dem Staat und der SFPIM trat am 17. Juli 2018 gemäß dem Königlichen Erlass vom 19. Juli 2018 zur Genehmigung des ersten Verwaltungsvertrags zwischen dem Staat und der Föderalen Holding- und Investmentgesellschaft in Kraft.
Die neueste Fassung der Satzung der SFPIM (französische und niederländische Fassung) wurde am 21. Februar 2022 verabschiedet.

## Organisationsstruktur
Unter der Holding agieren drei Geschäftsbereiche als operative Unternehmen:
- SFPIM INTERNATIONAL
- SFPIM REAL ESTATE
- SFPIM RELAUNCH